# 김백반
김백반(金伯飯, 생몰년 미상)은 신라(新羅)의 왕족 종실이며, 신라(新羅) 제24대 군주 진흥왕(眞興王)의 손자이다.

## 생애
그는 신라(新羅) 제26대 군주 진평왕(眞平王)의 동복 아우이며, 김국반(金國飯)의 동복 형이고, 신라 제27대 군주 선덕여왕(善德女王)의 숙부이며, 신라 제28대 군주 진덕여왕(眞德女王)의 백부가 된다.
그는 형 진평왕(眞平王)에 의해 백반 갈문왕(伯飯 葛文王)에 책봉되었다. 그의 이름 '백반(伯飯)'은 불교(佛敎)에서 석가모니(釋迦牟尼)의 삼촌 이름에서 따온 것이라 한다. 진평왕(眞平王) 즉위 원년(579년) 8월에 동생 김국반(金國飯)이 진안 갈문왕(眞安 葛文王)에 책봉될 때 그도 진정 갈문왕(眞正 葛文王)으로 책봉되었다.
그는 동복 형 진평왕(眞平王)보다 일찍 죽었다. 물론 그가 왕으로 즉위한 것이 아니었고, 그의 자녀가 왕으로 즉위하지는 않았으나 형인 진평왕(眞平王)은 그를 갈문왕(葛文王)으로 봉하여 왕에 준하는 예우를 하였다. 삼국사기(三國史記)와 삼국유사(三國遺事)에 따르면, 그는 진평왕(眞平王)의 동모제라 하여 동모 형제라고 기술되어 있다. 《화랑세기(花郞世記)》에서는 흠반공(欽飯公, ? ~ ?)이라는 이름으로 등장한다.

## 가계
- 아버지 : 동륜태자(銅輪太子)
- 어머니 : 만호부인(萬呼夫人)
  - 부인 겸 조카 : 선덕여왕(善德女王)

## 같이 보기
- 진흥왕
- 동륜태자
- 만호태후
- 진지왕
- 김용수
- 태종 무열왕
- 진평왕
- 마야부인
- 선덕여왕
- 천명공주
- 천화공주
- 김국반
- 진덕여왕
- 김용춘